# Mezquita de Abu al-Abbas al-Mursi

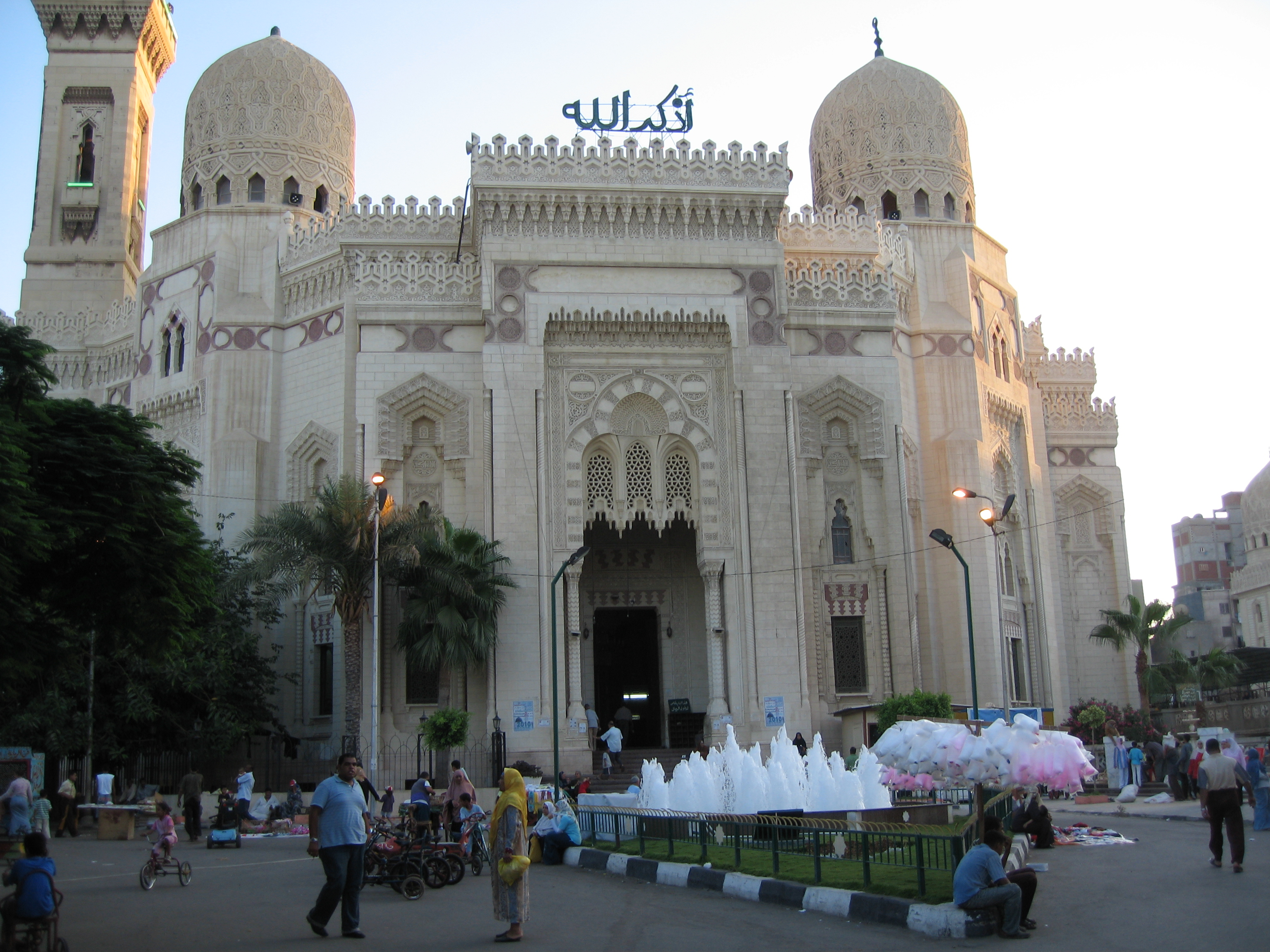
Entrada de la mezquita de Al-Mursi Abu'l-'Abbas

La mezquita de Abu al-Abbas al-Mursi (en árabe: جامع أبو العباس المرسي‎) es una mezquita egipcia en la ciudad de Alejandría. Está dedicado al sufí murciano andalusí San Abul Abbas al-Mursi, cuya tumba contiene.
Está ubicada en el barrio de Anfoushi de Alejandría, cerca de la ciudadela de Qaitbay.
La mezquita fue rediseñada y construida en la forma actual por Eugenio Valzania y Mario Rossi en los años 1929/1945, y está altamente influenciada por los edificios y la arquitectura del antiguo Egipto en El Cairo.

## Historia
Abu al-Abbás al-Mursi, discípulo del gran jeque Abu Al Hassan Shadili, santo sufí del siglo XIII,  murió en 1286 y fue enterrado aquí. La mezquita fue construida por primera vez en 1307 por el jeque Zinedin Ibn Kattan (Gran patrón de los comerciantes de Alejandría).
En 1477, la mezquita fue restaurada por el príncipe Kachmaj Isshaki de la época del rey al Ashraf Qaitbay.
En 1775, el jeque abu el Hassan Ali Ibn Ali al Maghribi restauró de nuevo esta mezquita que empezaba a deteriorarse. 
La mezquita fue rediseñada y construida en la forma actual actual por Eugenio Valzania y Mario Rossi en los años 1929/1945, y estuvo muy influenciada por los edificios y la arquitectura del Viejo Cairo de Egipto.
Sirvió a su vez como una fuente clave de inspiración para la Mezquita Sheikh Zayed en Abu Dabi, mucho más grande, que se completó en 2007 después de más de una década de trabajo de construcción.